# Julius Srb
Julius Srb (narozen v poslední čtvrtině 19. století, 1875?) byl česko-německý stavitel, člen městské rady, člen správní rady Kreditanstalt a předseda karlovarského sdružení stavitelů. Ve Vídni a Karlových Varech postavil řadu staveb. Po druhé světové válce byl i s rodinou vysídlen. Zemřel v roce 1963 v Německu.

## Mládí a studium

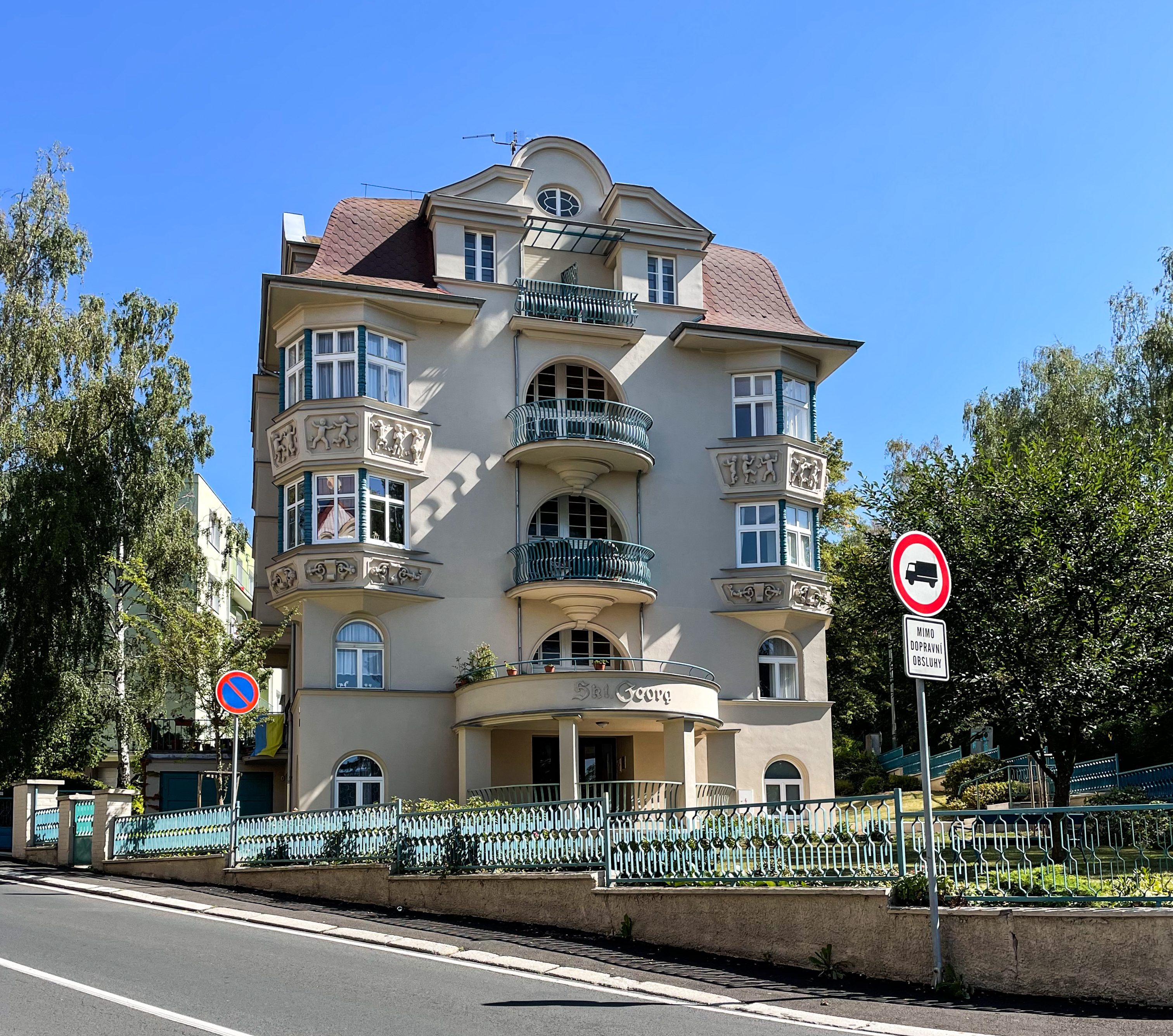
Rodinná vila Skt. Georg v Karlových Varech, Drahovicích, foto září 2022

Julius pocházel z rodiny obecního lesního úředníka. Otec Wenzel Srb (narozen 30. června 1849 v dnes již téměř zaniklé obci Činov/Schönau, kraj Žlutice/Ludnitz) pracoval jako vrchní hajný města Karlovy Vary. Matka Josepha (narozena 28. října 1853) pocházela z Andělské Hory/Engelhaus. Julius byl nejstarší z devíti dětí. Jedním z jeho sourozenců byl bratr Wilhelm, významný akademický sochař a pedagog působící na Karlovarsku, Sokolovsku a později též v Praze.
Základní školu a měšťanku Julius absolvoval v Karlových Varech, poté vystudoval státní odbornou technickou školu v Plzni. Po jejím dokončení odešel na zkušenou do Vídně, kde složil stavitelské zkoušky a otevřel si stavební dvůr.

## Profesní kariéra
Ve Vídni i okolí postavil mnoho rodinných domů i veřejných budov. Když vypukla první světová válka, narukoval a celou válku prožil na frontě. Přestože byl ve Vídni úspěšným stavitelem, po válce se vrátil do Karlových Varů a zapojil se do veřejného života. Byl zvolen do městské rady a staral se o sdružení karlovarských stavitelů. Byl pilným a spolehlivým stavitelem. I v  Karlových Varech se podílel na výstavbě mnoha objektů, stavěl soukromé domy a vily. Jednu z vil zde postavil i pro svoji rodinu.

### Výběr z díla

#### V Karlových Varech
- podíl na výstavbě sanatoria Imperiál[1]
- podíl na dostavbě Vojenského lázeňského ústavu[1]
- 1928 – plány na adaptaci domu Mattoni Trinkhalle – po smrti Heinricha von Mattoni zakoupil dům Ernst Georg Wied a požádal Julia Srba o vypracování plánů na zásadní adaptaci domu
- 1929 – nová budova německé obchodní akademie – v červnu 1929 byla dokončena pětipatrová budova s třinácti učebnami, dvěma přednáškovými sály, dvěma sborovnami, kabinety, výstavní síní a tělocvičnou; podle projektu pražského architekta Adolfa Foehra realizovala karlovarská pobočka stavitelských firem z Teplic pod vedením stavitele Julia Srba; v současnosti (2022) je zde Obchodní akademie, vyšší odborná škola cestovního ruchu a jazyková škola s právem státní jazykové zkoušky Karlovy Vary[2]
- 1932 – vila Skt. Georg – rodinná vila Julia Srba ve stylu art deco, vypracoval projekt i stavbu realizoval, vypracoval i projekt původní zahrady
- 1930–1933 – spolu s pražskou stavební firmou Rella a Neffe se podíl na výstavbě ekumenického kostela Panny Marie Pomocné s klášterem. Již zaniklý kostel, stával na dnešním náměstí Dr. M. Horákové[1]

## Vysídlení
Julius Srb byl po druhé světové válce s manželkou Littou a dcerou vysídlen. Jeho karlovarský stavební dvůr převzal národní správce, stavitel arch. R. Miňovský. Rodina žila nejprve v Garmisch-Partenkirchenu, v roce 1953 se pak přestěhovala do bavorského Nového Ulmu (je oddělen Dunajem od univerzitního města Ulm ve Švábsku). Nový stavební dvůr si tam již nepořídil. Zůstal však věrný stavební činnosti, stal se vyhledávaným stavebním odhadcem.
Zemřel v roce 1963 ve věku 88 let.